# The Flying Club Cup
Albums de Beirut
Elephant Gun EP
(2007)
The Flying Club Cup est le deuxième album de Beirut, sorti le 9 octobre 2007.

## Liste des titres
Toutes les chansons sont écrites par Zach Condon, sauf mention contraire.
| No  | Titre                            | Auteur                        | Durée |
| --- | -------------------------------- | ----------------------------- | ----- |
| 1.  | A Call to Arms                   |                               | 0:18  |
| 2.  | Nantes                           |                               | 3:50  |
| 3.  | A Sunday Smile                   |                               | 3:36  |
| 4.  | Guyamas Sonora                   |                               | 3:31  |
| 5.  | La Banlieue                      |                               | 1:58  |
| 6.  | Cliquot                          | Zach Condon, Owen Pallett     | 3:52  |
| 7.  | The Penalty                      |                               | 2:22  |
| 8.  | Forks and Knives (La Fête)       |                               | 3:34  |
| 9.  | In the Mausoleum                 |                               | 3:11  |
| 10. | Un Dernier Verre (Pour la Route) | Zach Condon, Kendrick Strauch | 2:51  |
| 11. | Cherbourg                        |                               | 3:33  |
| 12. | St. Apollonia                    |                               | 2:59  |
| 13. | The Flying Club Cup              |                               | 3:05  |

## Illustration
(novembre 2018).
Si vous disposez d'ouvrages ou d'articles de référence ou si vous connaissez des sites web de qualité traitant du thème abordé ici, merci de compléter l'article en donnant les références utiles à sa vérifiabilité et en les liant à la section « Notes et références ».
La pochette de l'album est une vue inversée[Quoi ?] de la plage de Trestraou à Perros-Guirec.
L'album a été inspiré par les travaux du photographe Léon Gimpel. Auteur de clichés sur la Bretagne dans les années 1930, la pochette ne peut pas lui être attribuée avec certitude.